# Piechocice
Piechocice (niem. Piechotzütz, 1936–1945 Pechwalde) – wieś w Polsce położona w województwie opolskim, w powiecie nyskim, w gminie Korfantów.
W latach 1975–1998 miejscowość administracyjnie należała do ówczesnego województwa opolskiego.

## Historia
Od 1818 r. wieś posiadała pieczęć gminną, na której wizerunku przedstawiono stojącą Temidę z opaską na oczach, z wagą w lewej i uniesionym mieczem w prawej ręce, obok jej stóp data: 1818 (?). 
Wieś ucierpiała podczas powodzi we wrześniu 2024.

## Religia
Katolicy z Piechocic należą do parafii Matki Boskiej Szkaplerznej w Grabinie (dekanat Biała). We wsi znajduje się kaplica Trójcy Świętej, a także dom zakonny elżbietanek.

## Turystyka
Przez Piechocice przebiega trasa Kolarskiego Rajdu Dookoła Ziemi Bialskiej, za przejechanie którego Oddział PTTK „Sudetów Wschodnich” w Prudniku przyznaje odznakę.